# Budapesti indie zenei szcéna
Budapesti indie zenei szcéna  (angolul: Budapest Indie Music Scene) a budapesti indie zenekarok kulturális tevékenységét jelentette. A budapesti indie zenei élet elöljárói között olyan zenekarok szerepeltek mint az Amber Smith, The Moog, EZ Basic és a We Are Rockstars. 

## Történelem

### Kezdetek

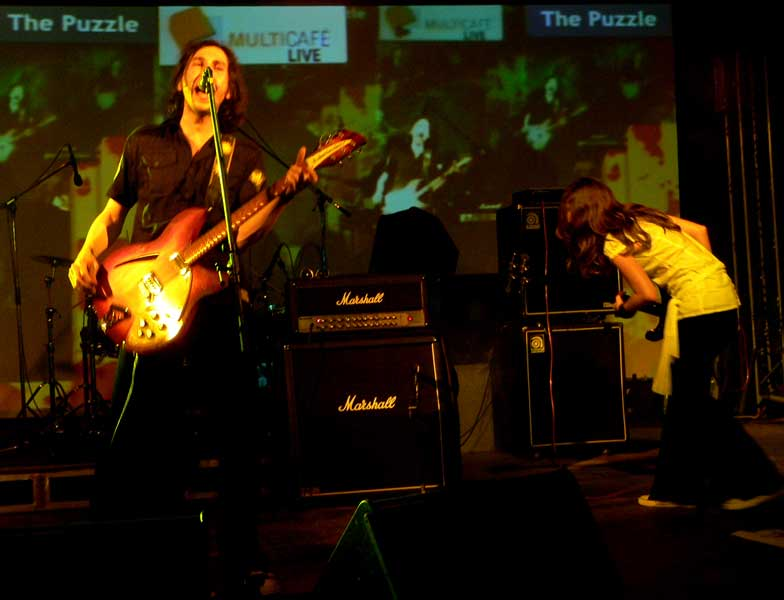
The Puzzle a magyar indie egyik első zenekara

A 2000-es évek eleje az indie zene életének újjáéledése volt az egész világon, amely Magyarországot is érintette. Az indie rockot játszó legkorábbi magyar együttes volt a kaposvári The Puzzle. Ők voltak az első zenekar, akiknek a Dream Your Life című lemezét 2000-ben kiadta egy nemzetközi kiadó, a PolyGram.

### Sikerek

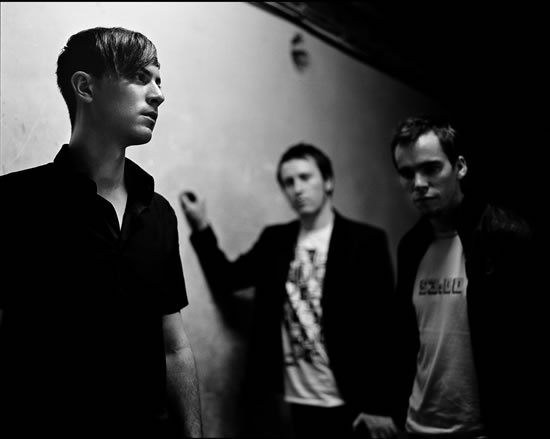
EZ Basic

2006. március 10-én az Amber Smith harmadik stúdió albumát, a RePRINT -et kiadta a német Kalinkaland Records. Az album tartalmazza a Hello Sun dalt, amely a zenekar nemzetközi elismerését hozta. 
2007. április 10-én a The Moog első nagy lemezét, a Sold for Tomorrow kiadta az amerikai MuSick kiadó. Az I Like You dal nemzetközi sikert hozott a zenekar számára. 
2008. február 18-án jelent meg Amber Smith negyedik nagy lemeze, az Introspektív címmel. Az album olyan zeneszámokat tartalmazott, mint az Introspective, Select All/Delete All vagy a Coded.
2009. július 21-én megjelent a The Moog második nagy lemeze, melynek címe Razzmatazz Orfeum lett. Az első kislemez, a You Raised A Vampire, színes 7 "-es bakelit formátumban került kiadásra. A borítón Gris Grimly lenyűgöző művei láthatók. A kislemezre felkerült a Bauhaus klasszikus The Passion Of Lovers feldolgozása is, amelyen szerepel a Bauhaus / Love and Rockets basszusgitáros / énekes, David J, aki a zenekar rajongója lett, miután látta a The Moog-ot 2008-ban a kaliforniai Hollywoodban fellépni. A You Raised A Vampire című videót ugyanabban a gótikus épületben készítették, ahol az első Underworld (Görög Zita szereplésével) film készült Budapesten. 
A 2010-es években olyan új indie-együttesek jöttek létre, mint a Carbovaris és a Bastiaan, amely a The Moog énekes Szabó Tamás mellékprojektje volt. 

### Hanyatlás
A magyar indie szcéna hanyatlása a 2010-es években kezdődött, bár a legjelentősebb együttesek, mint például Amber Smith, The Moog és az EZ Basic, nem oszlottak fel. A 2010-es évektől kezdve két új együttes, a Carbovaris és a Fran Palermo kezdett reflektorfénybe kerülni, azonban mérsékelt sikerekkel mint a korábbi zenekarok (Amber Smith, The Moog). Ezek a zenekarok nem vonzottak olyan nagy közönséget, mint az Amber Smith vagy a The Moog a 2000-es évek közepén. A visszaesés annak tulajdonítható, hogy Poniklo Imre a 2010-es években számos projektet indított, mint például a The Poster Boy, a SALT III., valamint a Krapulax & Bellepomme. Ezenkívül az indie rock műfaja is hanyatlást tapasztalt az egész világon, ami nyilvánvalóan befolyásolta a magyar indie szcénát is. 
2012. április 10-én a The Moog kiadta A Seasons in the Underground című harmadik stúdióalbumát amelyet egy egyesült államokbeli turné követett olyan együttesekkel, mint a The B-52's és David Lane.
2012. április 21-én az Amber Smith kiadta ötödik Amber Smith című nagy lemezét. Noha Poniklo Imre (Amber Smith) azt állította, hogy ez a lemez az egyik legjobb a korábbi kiadások között, a zenekar nem ért el olyan sikert, mint a korábbi lemezeivel. 

## Figyelemre méltó zenekarok és művészek
- Amber Smith
- Bátor Bence
- Bermuda
- Blahalouisiana
- Caesar's Bread
- Carbovaris
- Dawnstar
- Esti Kornél
- EZ Basic
- Faragó Tamás
- Fran Palermo
- Gustave Tiger
- Hangmás
- Heaven Street Seven
- Jacked
- The KOLIN
- Kőváry Zoltán
- Ligeti György
- Michael Zwecker
- The Moog
- Mórocz Tamás
- Panic Radio
- The Pills
- Poniklo Imre
- The Poster Boy
- The Puzzle
- The Trousers
- Supersonic
- Szabó Tamás
- Takács Zoltán
- We Are Rockstars

## Fordítás
- Ez a szócikk részben vagy egészben  a   Budapest indie music scene című angol Wikipédia-szócikk ezen változatának fordításán alapul.  Az eredeti cikk szerkesztőit annak laptörténete sorolja fel. Ez a jelzés csupán a megfogalmazás eredetét és a szerzői jogokat jelzi, nem szolgál a cikkben szereplő információk forrásmegjelöléseként.